# Karl Logan
Karl Logan, rodným jménem Karl Mojaleski (* 28. dubna 1965), je americký kytarista známý působením v heavy metalové kapele Manowar.

## Kariéra v Manowar
K Manowar se připojil v roce 1994 a vystřídal tak předešlého kytaristu Davida Shankla. Ještě před Manowar hrál na kytaru ve skupině Arc Angels. Vymyslel a vytvořil svoji vlastní kytaru. Od roku 2009 také pořádal lekce ve hraní na kytaru přes Skype.
V roce 2018 byl z kapely Manowar vyhozen kvůli jeho zatčení za údajnou manipulaci s dětskou pornografií. V roce 2022 byl za držení dětské pornografie odsouzen na 5 a půl roku vězení.

## Osobní život a zájmy
Je velikým fanouškem motokrosu a v roce 2006 si tak silně poranil ruku, že to již vypadalo na konec jeho hudební kariéry. Vyléčil se a hraje dále. Je také vášnivým modelářem, zajímají ho hlavně modely aut a obrněných vojenských vozidel.

## Diskografie
- Louder Than Hell (1996)
- Warriors of the World (2002)
- Gods of War (2007)
- The Lord of Steel (2012)